# Salle de sport de Ruonala
La salle de sport de Ruonala (finnois : Ruonalan urheiluhalli) ou salle de sport de Kotka (finnois : Kotkan urheiluhalli) est un complexe sportif situé dans le quartier de Ruonala à  Kotka en Finlande.

## Caractéristiques
La salle dispose d'un terrain de football de 51 × 90 mètres, d'un terrain de baseball, d'une piste d'athlétisme d'environ 120 mètres de long, d'une aire de saut et de lancer, d'un terrain de baseball, de 3 terrains de badminton et d'une salle de musculation.
La salle est aussi le lieu du Kymen Suurmarkinat qui a lieu en octobre-novembre.